# Tour European Rally
Tour European Rally (TER) is een rallykampioenschap dat plaatsvindt in Europa. De eerste editie werd gehouden in 2016 en werd gewonnen door de Roemeen Simone Tempestini. In 2017 werd de Rally van Ieper aan de kalender toegevoegd maar die verdween in 2019.

## Kalender
In het begin van 2016 stonden er vier manches in het kampioenschap op de kalender: Raliul Aradului (Roemenië), Rali Vinho da Madeira (Portugal), Škoda Rallye Liezen (Oostenrijk) en de Rallye International du Valais (Zwitserland). In 2017 werden er enkele wijzigingen gedaan en werden er twee wedstrijden meer verreden. Op de kalender stonden:
- Transilvania Rally (Roemenië)
- Ypres Rally (België)
- Rali Vinho da Madeira (Portugal)
- Škoda Rallye Liezen (Oostenrijk)
- Rallye International du Valais (Zwitserland)
- Tuscan Rewind Rally (Italië).

## Winnaars
| Seizoen                     | Seizoen                     | Rijder             | Auto           |
| --------------------------- | --------------------------- | ------------------ | -------------- |
| Tour European Rally in 2019 | Tour European Rally in 2019 | Steve Fernandes    | Skoda Fabia R5 |
| Tour European Rally in 2018 | Tour European Rally in 2018 | Giandomenico Basso | Hyundai i20 R5 |
| Tour European Rally in 2017 | Tour European Rally in 2017 | Giandomenico Basso | Hyundai i20 R5 |
| Tour European Rally in 2016 | Tour European Rally in 2016 | Simone Tempestini  | Ford Fiesta R5 |